# Annona tomentosa
Annona tomentosa este o specie de plante angiosperme din genul Annona, familia Annonaceae, descrisă de Robert Elias Fries. Conform Catalogue of Life specia Annona tomentosa nu are subspecii cunoscute.